# Stockmann
Stockmann is een van oorsprong Finse warenhuisketen, gesticht in 1862. De hoofdvestiging staat in Helsinki en is het grootste warenhuis van Scandinavië (50.000 m² winkelruimte). Het gebouw is in 1930 neergezet door architect Sigurd Frosterus.
Andere filialen bevinden zich in Tampere, Espoo, Turku, Vantaa en Oulu in Finland evenals in Moskou, Sint-Petersburg, Tallinn en Riga.
De Russische filialen zijn eind 2015 overgenomen door Reviva Holdings Limited, die de franchiserechten van het merk Debenhams heeft voor Rusland. De filialen worden binnen twee jaar omgebouwd naar Debenhams filialen.